# Géographie du Nigeria
La géographie du Nigeria est caractérisée par sa situation centrale en Afrique, au bord du golfe de Guinée.

## Géographie physique

### Hydrologie
Le Nigeria est traversé par deux grands fleuves, le Niger à l’ouest et son affluent le Bénoué à l’est. Le delta du Niger occupe une surface de 24 000 km2 s’ouvrant sur le golfe de Guinée.
La côte est parcourue de lagunes et de mangroves. Plus au nord, on rencontre une zone de savane humide et une de savane sèche. À l’est, le haut plateau du Bauchi, dont l’altitude peut atteindre 2 010 mètres, est la seule région du pays dont le climat est tempéré. Près de la frontière camerounaise, le Chappal Waddi culmine à 2 419 mètres.
- Liste des cours d'eau du Nigeria
- Liste des plans d'eau du Nigeria (de)

### Géologie
Ressources naturelles : pétrole, étain, coltan, minerai de fer, charbon, grès, plomb, zinc, gaz naturel, énergie hydraulique.

### Climat
Le Nigeria est divisé en deux zones climatiques.
Le Sud connaît un climat tropical humide avec une saison des pluies d’avril à octobre – le taux d’humidité relative étant supérieur à 85 % toute l’année. L’écart entre les températures diurnes et nocturnes est faible.
Au Nord, le climat est désertique, avec de plus grands écarts de température (jusqu’à 50 °C en été, pour des écarts entre le jour et la nuit qui peuvent aller jusqu’à 20°) et des précipitations plus rares. L’harmattan souffle en hiver.

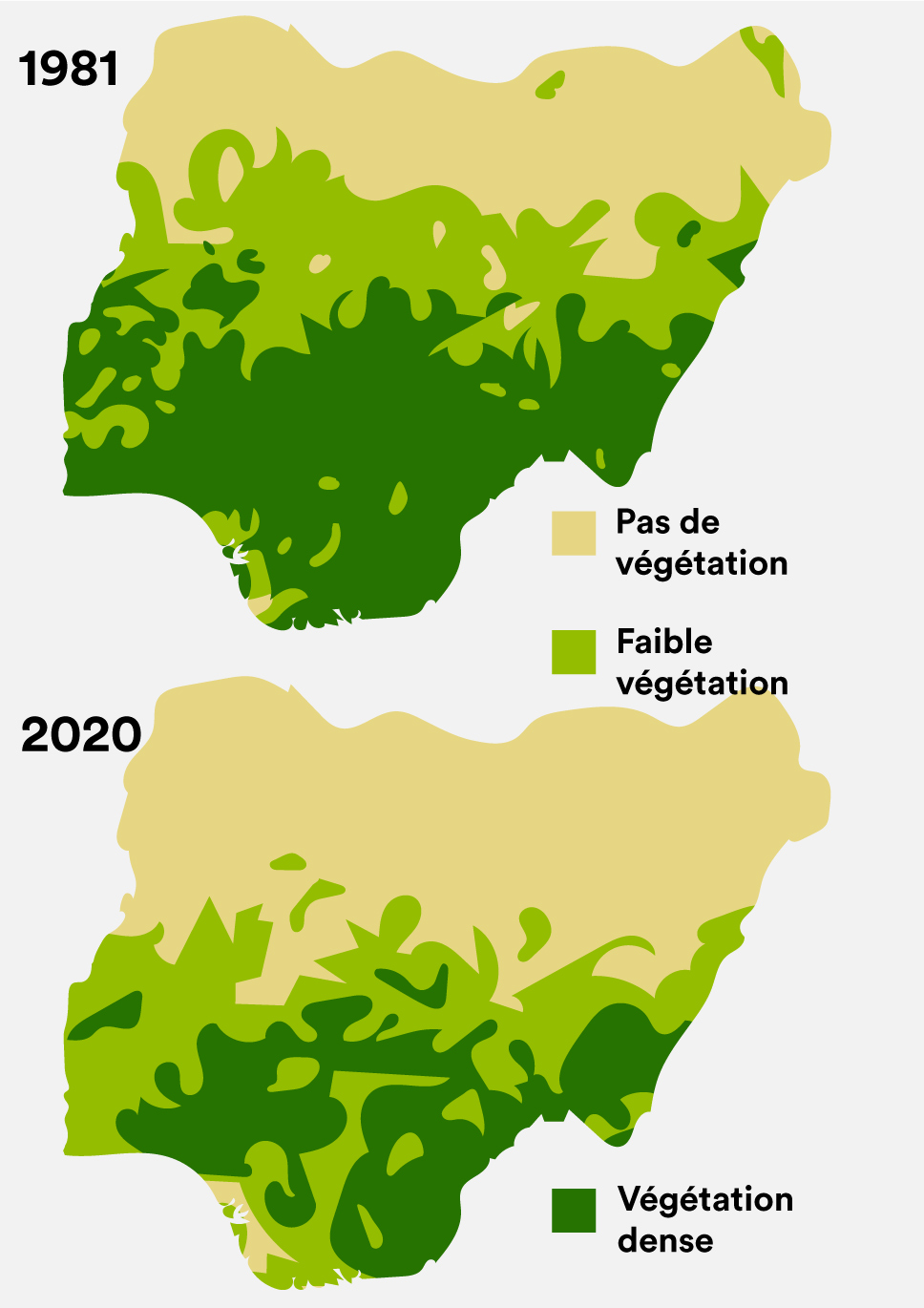
Disparition de la forêt tropicale 1981 - 2020

Les conditions climatiques difficiles que connaît le Nord du pays y limitent le développement urbain et la plus grande partie de la population est concentrée au Sud.

## Environnement
Le Nigeria était un pays enclave

## Géographie humaine

### Armature urbaine
Le Nigeria est au cœur du foyer de peuplement secondaire des côtes du golfe de Guinée, d'où de fortes densités de population et la présences de nombreuses métropoles de plusieurs millions d'habitants.

Avec plus de 13,1 millions d'habitants, Lagos possède la plus grande aire urbaine du pays et du continent. Kano, dans le Nord du pays est la seconde plus grande ville du Nigeria avec 3,587 millions d'habitants suivie par Ibadan et ses 3,16 millions d'habitants, à 100 kilomètres au Nord-Est de Lagos. La capitale Abuja quant à elle est la quatrième ville du pays avec 2,44 millions d'habitants (2015).

### Réseaux de transport
Le Nigeria comptait 193 200 km de routes en 2004.

### Géographie politique

Carte politique du Nigeria

Les pays frontaliers du Nigeria sont le Bénin (809 km) à l'Ouest, le Niger (1 608 km) au Nord, le Tchad (85 km) au Nord-Est et le Cameroun (1 975 km) à l'Est.

Le pays est divisé en 36 États fédérés et un territoire pour la capitale Abuja.